# Šober
Šober este o localitate din comuna Maribor, Slovenia, cu o populație de 199 de locuitori.